# Deep Wave Data Dark Web Daemons
Deep Wave Data Dark Web Daemons es el octavo álbum de estudio del proyecto anónimo Trevor Something, publicado el 8 de mayo de 2020 a través de su cuenta de Bandcamp y de manera limitada en formatos de CD, vinilo y cassette.
Fue su segundo álbum de larga duración publicado en el año, luego de Microwaves, con sólo semanas de diferencia entre ambos lanzamientos.

## Recepción
El álbum ha recibido reseñas generalmente positivas. En el portal británico The Playground destacan la inclusión de sonidos y temáticas modernas de R&B con el sonido retro del cantante unido con la estética cyberpunk, comentando, "construir un material tan dinámico podría pasar como desarticulado, en especial al escucharlo en su totalidad, pero Trevor Something [lo hace] funcionar en completa harmonía sin problemas". En otra reseña, João Nunes destaca a «The Ghost», «Deep Inside» y «Devil in Disguise» como las canciones estelares, pero lamentando la no inclusión de «Selling My Soul» como track final en las ediciones físicas, además de criticar la estructura similar y poco cambiante en las canciones, notando una posible fatiga creativa.

### Reconocimientos
| Publicación      | Reconocimiento                 | Año  | Posición |
| ---------------- | ------------------------------ | ---- | -------- |
| Sounds + Shadows | Top Industrial/EBM/EDM of 2020 | 2020 | 14       |

## Lista de canciones
- Todas las canciones escritas, producidas y mezcladas por Trevor Something.

| N.º   | Título              | Duración |  |
| 1.    | «Devil in Disguise» | 4:08     |  |
| 2.    | «Enter the Demon»   | 2:52     |  |
| 3.    | «Cybersex»          | 2:58     |  |
| 4.    | «God's Greed»       | 3:37     |  |
| 5.    | «Machina»           | 3:06     |  |
| 6.    | «Infinite Nothing»  | 3:13     |  |
| 7.    | «Dream Sequence»    | 1:21     |  |
| 8.    | «The Ghost»         | 4:02     |  |
| 9.    | «Deep Inside»       | 4:52     |  |
| 10.   | «Are You There?»    | 4:05     |  |
| 11.   | «Selling My Soul»   | 4:20     |  |
| 34:16 |                     |          |  |